# Бешенковичский районный историко-краеведческий музей
Бешенковичский районный историко-краеведческий музей (бел. Бешанковіцкі раённы гісторыка-краязнаўчы музей) — музей в Бешенковичах Витебской области Республики Беларусь.

## История
Бешенковичский районный музей основан 24 апреля 1979 года по решению Бешенковичского райисполкома и райкома КПБ как музей боевой славы. Открыт для посетителей 25 июня 1979 года в день 35-летия освобождения района от немецко-фашистских захватчиков. Первый директор — участник Великой Отечественной войны Иван Семёнович Конаш, затем до мая 1981 года — Аркадий Иванович Жданович.
В 1981 году музей боевой славы был преобразован в историко-краеведческий, который с мая 1981 по 1989 гг. возглавил Анатолий Вячеславович Крачковский. 25 июня 1987 года, в 43-ю годовщину освобождения района, музей переезжает в двухэтажное кирпичное здание; в нём были открыты новые экспозиции. Инициатором расширения музея стал 2-й секретарь райкома партии Краенков Владимир Фёдорович. Огромную работу по сбору экспонатов, подготовке помещения, оформлению экспозиций провели не только работники музея, но и члены Союза художников Черняк Юрий Семёнович, Горбунов Игорь Васильевич, Кухарев Виктор Павлович, Снежков Анатолий Егорович, Лапшин Александр Петрович, Базылевич Александр Сергеевич. Автором архитектурного проекта стал Петько Геннадий Борисович.
6 августа 2022 года около здания музея открыта Аллея Героев Советского Союза, уроженцев Бешенковичского района, установлены бюсты Героев Советского Союза — К. А. Абазовского, М. А. Высогорца, Л. М. Доватора, И. И. Строчко, М. Н. Ткаченко;. в 2024 году — бюст Героя Советского Союза П. М. Романова.

## Фонды
На 1 января 2024 года фонды музея насчитывают 23557 предметов (16190 в основном фонде и 7367 в научно-вспомогательном). Уникальными предметами являются: скрипка XIX века (внутри крышки футляра нанесены фронтовые пути, пройденные Овчинниковым Данилой Павловичем); обломок бивня мамонта. В музее есть многочисленные коллекции фотографий и документов, отражающих важные страницы истории поселка Бешенковичи и района. Значительный интерес представляют открытки советского периода. Многообразен материал периода Великой Отечественной войны. Огромную ценность представляют награды участников войны. Хранятся предметы быта: плетеные изделия, глиняная посуда, женский и мужской народный костюм, тканые изделия и т.д.
Фонды музея пополнились материалами об уроженцах д. Островы Верховского сельсовета Бешенковичского района, которые предоставил участник Великой Отечественной войны Дмитрий Парфенович Шилов. Это наградные листы и приказы о награждении, биографические сведения и сведения о службе, фотографии бойцов, архивные справки. Вот несколько фамилий: Булыня Григорий Владимирович, Лисиченко Мефодий Григорьевич, Лисиченко Сергей Николаевич, Хизовец Иван Евсеевич, Шилов Масей Карпович, Гаранин Лазарь Фёдорович, Кириллов Пётр Иванович, Шилова Василиса Парфеновна, Шилов Владимир Парфенович.

## Экспозиции
- Экспозиции 1 зала музея рассказывают о событиях от первобытных времён до событий Октябрьской революции. Здесь представлены экспонаты из раскопок Кривинского торфяника (предметы из янтаря, шила, костяные и кремневые наконечники для стрел, каменные и роговые топоры). Также экспозиция 1 зала рассказывает об основных памятных датах истории района со времен первого летописного упоминания о Бешенковичах; о событиях Отечественной войны 1812 года; о посещениях Бешенковичей Петром Первым, Наполеоном Бонапартом и Александром Первым и других.[7]
- Экспозиции 2 зала рассказывают о революционных событиях, происходивших на территории Бешенковичского района, о положении жителей региона во время Первой мировой войны, о земляках, которыми гордится Бешенковичская земля.
- Экспозиции 3 и 4 залов рассказывают про оборонительные бои летом 1941 года на территории района; о периоде оккупации и репрессивных мерах захватчиков против мирного населения; о создании подпольных партийных и комсомольских организаций; о зарождении партизанского движения в районе и создании партизанской бригады «За Советскую Белоруссию»; о деятельности партизан на территории района; о Героях Советского Союза, являющихся уроженцами Бешенковичского района.

На втором этаже музея располагаются временные выставки и три долгосрочные выставки ("Крестьянская изба", "Ретро-комната", "Этнография Бешенковичского края").
В экспозиции музея много произведений изобразительного искусства. Среди них живописные и графические картины с изображением местных пейзажей, а также исторической и военной тематики, скульптурные бюсты (автор А. Н. Торосян) генералов А. П. Белобородова, И. И. Людникова, И. М. Чистякова — командующих армиями, освобождавших Придвинье, и Героев Советского Союза — уроженцев района К. А. Абазовского, М. А. Высогорца, Л. М. Доватора, И. И. Строчко, М. Н. Ткаченко, П. М. Романова.